# Пастушок атлантичний
Пастушок атлантичний (Mundia elpenor) — вимерлий вид журавлеподібних птахів родини пастушкових (Rallidae). Він був ендеміком острова Вознесіння на півдні Атлантики. Ймовірно, зник на початку 19 століття.

## Історичні відомості
Пітер Манді, англійський купець і мандрівник XVII століття, розповів про птаха та зробив його малюнок, коли він відвідав острів Вознесіння в червні 1656 року.
Він описав птаха так: «Дивний вид птиха, набагато більший за наших мартинів: колір сірий або в плямах, біле й чорне пір'я змішане, очі червоні, як рубіни, крила дуже недорозвинені, за допомогою яких вони не можуть піднятися з землі. Їх захопили під час бігу, у якому вони надзвичайно швидкі, трохи допомагаючи собі крилами, короткодзьобі, роздвоєні лапи, які не можуть ні літати, ні плавати.»
Цілком ймовірно, що він вимер після того, як щури були завезені на острів у 18 столітті, але він, можливо, вижив до появи диких кішок у 1815 році.
У 20 столітті було виявлено численні субфосильні рештки. На основі цих решток Сторс Олсон описав новий вид, але вважав його родичем пастушка тристанського (Atlantisia rogersi). Але аналіз 2003 року показав, що відмінності між видами більші, ніж вважалося раніше. Тому запропоновано новий рід Mundia, названий на честь першовідкривача птаха Пітера Манді.